# هیمناشن
هیمناشن (ارمنی: Հիմնաշեն؛ ترکی آذربایجانی: İmanlar) یک منطقهٔ مسکونی در جمهوری آرتساخ است که در استان کاشاتاق واقع شده‌است.